# Operazione Hydra
L'operazione Hydra fu un bombardamento eseguito dal Bomber Command della RAF la notte tra il 17 e il 18 agosto 1943 ai danni delle installazioni missilistiche tedesche di Peenemünde. L'incursione, risoltasi in un limitato successo per i britannici, fu il primo atto della più ampia operazione Crossbow volta a distruggere centri di ricerca, fabbriche e postazioni militari legati alle rivoluzionarie armi di Adolf Hitler.

## Premesse

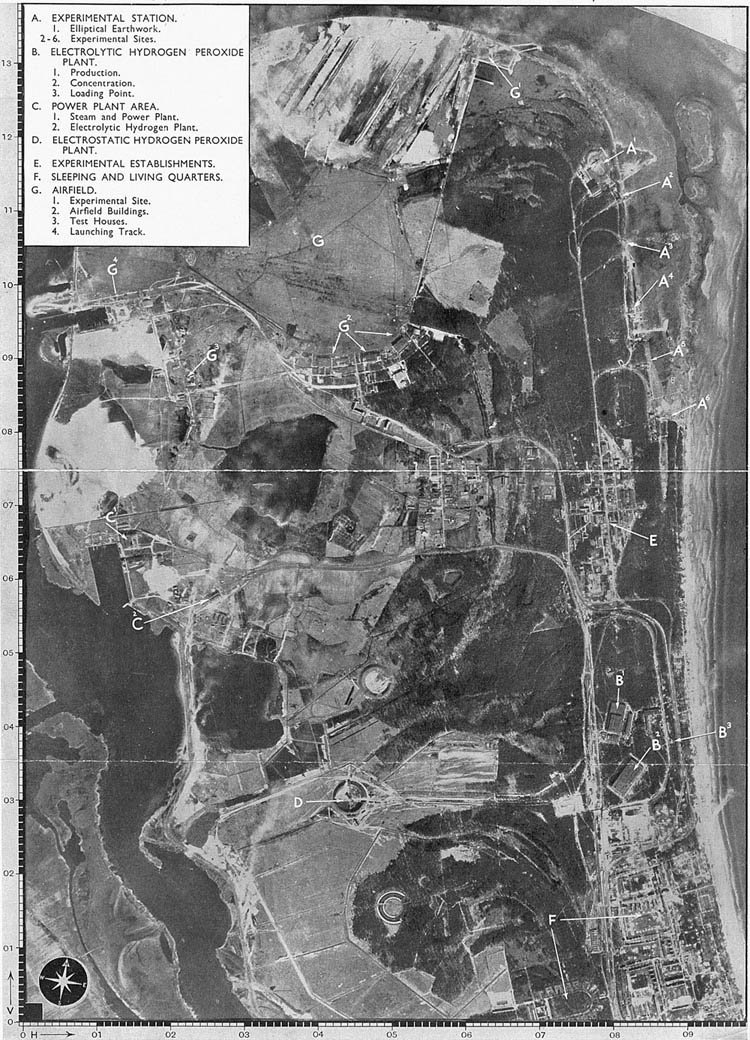
Cartina inglese della zona interessata dall'attacco

Già da molti mesi prima dell'operazione Hydra i vertici militari britannici erano a conoscenza che a Peenemünde, cittadina nell'isola di Usedom, era presente un centro di ricerca e progettazione di missili V2. Vista la pericolosità dell'arma, la RAF autorizzò l'operazione Crossbow (in italiano "balestra") che avrebbe dovuto rendere vani gli sforzi degli scienziati tedeschi in tutta Europa. La prima missione fu appunto Hydra, iniziata la notte tra il 17 e il 18 agosto 1943.

## Storia
Arthur Harris, comandante in capo del Bomber Command dal 22 febbraio 1942, destinò all'operazione 597 bombardieri (324 Lancaster, 219 Halifax e 54 Stirling), di cui 94 erano Pathfinder (le unità speciali incaricate di segnalare con bombe luminose gli obiettivi) che avrebbero dovuto colpire, in sequenza, le residenze degli scienziati, due grandi fabbriche, le officine di progettazione e gli uffici amministrativi. A capo di tutto ciò venne messo il pilota John Searby.
Per l'occasione la RAF equipaggiò i Pathfinder con una nuova bomba chiamata red spot fire (macchia di fuoco rossa) che, anziché disseminare candelotti luminosi, esplodeva a 900 m d'altezza paracadutando a terra "batuffoli" di fosforo che bruciavano per dieci minuti; d'altro canto la Luftwaffe era pronta per inaugurare la tattica della Wilde Sau (cinghiala selvaggia) teorizzata dal major Hajo Herrmann, consistente nell'inviare a intercettare le formazioni nemiche, oltre che i classici caccia notturni, normali caccia monomotore diurni alle stesse quote, se necessario, battute dalla FlaK.
Grazie all'azione diversiva su Berlino compiuta da otto Mosquito e ad intelligenti lanci di window la caccia notturna tedesca venne deviata confusamente a Brema, Wilhelmshaven, Kiel, Berlino, Rostock, Swinemünde e Stettino, sicché solo 30 aviatori furono in grado di raggiungere Peenemünde in tempo per disturbare il Bomber Command che nel frattempo, alle 00:10 del 18 agosto, aveva cominciato non nel modo migliore l'attacco: i Pathfinder mirarono a circa tre km a sud dei dormitori che, nonostante ciò, vennero toccati ugualmente dalle bombe che uccisero due scienziati e 732 civili, per la maggior parte lavoratori coatti più alcune spie lussemburghesi del Secret Intelligence Service. Le fabbriche invece subirono danni marginali mentre le officine di progettazione e gli uffici amministrativi andarono demoliti al 62,5%.
Di fronte a nove caccia persi, la Luftwaffe abbatté quaranta velivoli inglesi. I tedeschi persero circa due mesi di lavoro e decentrarono alcune strutture di fabbricazione e progettazione. L'USAAF offrì a Harris di compiere un'ulteriore incursione su Penemünde il 19 agosto ma il generale inglese, convinto di aver conseguito un brillante successo, rifiutò.